# (628) Christine
(628) Christine es un asteroide perteneciente al cinturón de asteroides descubierto el 7 de marzo de 1907 por August Kopff desde el observatorio de Heidelberg-Königstuhl, Alemania.
Se desconoce la razón del nombre.